# Minions
Minions (Los Minions en España) es una película de animación por computadora en 3D, de comedia y aventuras. Fue producida por Illumination Entertainment como un spin-off/precuela de las películas Despicable Me y Despicable Me 2. Cuenta con la dirección de Pierre Coffin y Kyle Balda, con la producción de Chris Meledandri y el guion de Brian Lynch. La película es protagonizada por la voz de Carla Mayordomo (como los Minions, incluyendo Kevin, Stuart y Bob), Sandra Bullock, Jon Hamm, Michael Keaton, Allison Janney, Steve Coogan y Jennifer Saunders, con la narración por Geoffrey Rush. Fue presagiada durante los créditos de Mi Villano Favorito 2, dónde Kevin, Stuart y Bob (tres de los minions de Gru) son vistos audicionando para la película.  
Minions tuvo su premier el 11 de junio de 2015 en el Leicester Square, Londres y el 10 de julio del mismo año en Estados Unidos. La película recibió reseñas mixtas de parte de los críticos; algunos alabaron los aspectos cómicos de la película y las actuaciones vocales de Bullock y Hamm, pero otros criticaron que los personajes principales no pudieron llevar la película por su cuenta y que los villanos fueron rotundamente caracterizados. La película recaudó más de 1 mil millones de dólares alrededor del mundo (recaudando más que las películas de la saga Mi Villano Favorito), convirtiéndola en la 21.ª película más taquillera de todos los tiempos, la 5.ª película animada más taquillera de todos los tiempos y la quinta película más taquillera de 2015, así como la película más taquillera que no es de Disney en el momento de su estreno. Una secuela, Minions: The Rise of Gru, se tenía programado estrenar el 3 de julio de 2020. Sin embargo, por la Pandemia de enfermedad por coronavirus de 2019-2020, se retrasó a 2 años del estreno al 1 de julio de 2022.

## Argumento
En el comienzo de la película se ve que los Minions han existido desde los inicios de la historia al servir al más grande villano del mundo, pero son muy torpes y accidentalmente terminan matando a todos sus amos como: Hacer rodar un Tyrannosaurus rex en un volcán, dejar que un hombre de las cavernas sea mutilado por un oso, aplastar a un faraón y sus súbditos con una pirámide, y exponer al Conde Drácula a la luz solar. Se ven obligados a aislarse después de disparar un cañón a Napoleón mientras estaban en Rusia y comienzan una nueva vida dentro de una cueva, pero después de muchos años, los Minions se vuelven tristes y desmotivados sin un maestro al que servir. Esto provoca tres Minions; llamados Kevin, Stuart y Bob, para salir en una búsqueda para encontrar un nuevo maestro para que sus hermanos lo sigan.
El trío viaja a Nueva York a finales de los 60s. Después de pasar el día intentando mezclarse, los Minions terminan en una tienda por la noche, donde descubren accidentalmente una transmisión comercial oculta para villanos que anuncian la Villano-Con; una convención para villanos y supervillanos en Orlando. El trío se las arregla para conseguir un viaje con la familia Nelson tras pedir un autostop y los impresionan con su villanía accidental después de ser perseguidos por la policía. En la convención, ven a Scarlet Overkill, una supervillana que inesperadamente los contrata y los lleva a su casa en Inglaterra, llamando al resto de los Minions para que se unan.
Scarlet explica el plan para robar la Corona del Estado Imperial para ella, y promete recompensar a los Minions si la roban, pero matarlos si no lo hacen. Su esposo, Herb, les proporciona inventos para ayudar en el atraco, pero casi son atrapados cuando entran a la Torre de Londres, lo que lleva a una persecución que termina con Bob accidentalmente chocando contra la Espada en la Piedra y liberándola, quitando a la Reina Isabel del trono y convirtiéndose en el Rey Bob. Furiosa, Scarlet se enfrenta a los Minions, por lo que Bob abdica del trono a su favor. Sintiéndose traicionada, Scarlet encarcela a los tres en un calabozo para ser torturados por Herb antes de su coronación, pero ninguna de las torturas impartidas les causan daño, al final escapan con la intención de disculparse con Scarlet.
Después de dirigirse a la Abadía de Westminster, Stuart y Bob interrumpen la coronación arrojando inadvertidamente un candelabro sobre Scarlet, quien sobrevive y ordena que ejecuten al trío de minions. Docenas de villanos persiguen a los tres durante una tormenta eléctrica. Mientras Stuart y Bob son atrapados, Kevin se esconde en un bar, donde la Reina Isabel se encuentra. Él ve a Scarlet en un televisor, prometiéndole que matará a Stuart y Bob si Kevin no aparece al amanecer. Con los villanos aún buscándolo, Kevin se cuela en el castillo de Scarlet para robar armas. Pero justo antes de que los villanos lo atrapen, Kevin activa accidentalmente una máquina que Herb estaba construyendo y se convierte en un gigantesco Minion, destruyendo el castillo. Kevin rescata a sus amigos y lucha contra Scarlet justo cuando los otros Minions aparecen en Londres. Scarlet intenta erradicarlos, disparando un misil masivo, pero Kevin se lo traga. Scarlet y Herb intentan escapar con su vestido de cohete, pero Kevin se aferra a él, logrando ser llevado hasta el cielo. El misil detona, haciendo una explosión y aparentemente matando a Kevin, Scarlet y Herb. Los Minions lloran la "pérdida" de su líder, pero Kevin resulta haber sobrevivido y reducido a su tamaño normal.
La Reina Isabel II recupera su trono y corona y recompensa a Bob con una pequeña corona para su osito de peluche Tim, a Stuart con una guitarra eléctrica (termina quedándose con una esfera de nieve después de destruir la guitarra) y a Kevin con un título de caballero. Scarlet y Herb, que también sobrevivieron a la explosión, roban la corona una vez más solo para ser congelados en su lugar por un joven Gru, que huye con la corona en una moto propulsada por cohete. Los Minions lo miran asombrados y corren tras él, después de haber decidido que él es el jefe que habían estado buscando.

## Reparto
- Pierre Coffin como Minion Kevin, Stuart, Bob y los Minions.[7]
- Sandra Bullock como Scarlet Overkill.
- Jon Hamm como Herb Overkill.
- Michael Keaton como Walter Nelson.[8]
- Allison Janney como Madge Nelson.[9]
- Steve Coogan como el Profesor Flux y[10] el Guardián de la Corona.
- Jennifer Saunders como la Reina Isabel II.[11]
- Katy Mixon como Tina Nelson.[12]
- Michael Beattie como Walter Nelson Jr. y un anunciador de la Villano-Con.
- Hiroyuki Sanada como Dumo el Sumo-Villano.[13]
- Dave Rosenbaum como Fabrice.
- Ken Jeong como el Avisador Real.
- Chris Diamantopoulos como un reportero de las noticias.
- Rob Tinkler como Frankie Cara-Pez.
- Steve Carrell como Gru (joven).[14]
- Geoffrey Rush como el Narrador.[15]

## Doblaje al español
| Personaje                        | Actor de voz original | Actor de doblaje     | Actor de doblaje       |
| -------------------------------- | --------------------- | -------------------- | ---------------------- |
| Kevin, Stuart, Bob y los Minions | Pierre Coffin         | Pierre Coffin        | Pierre Coffin          |
| Scarlet Overkill                 | Sandra Bullock        | Alexandra Jiménez    | Thalía                 |
| Herb Overkill                    | Jon Hamm              | Quim Gutiérrez       | Ricky Martin           |
| Walter Nelson                    | Michael Keaton        | Luis Bajo            | Alfonso Herrera        |
| Magde Nelson                     | Allison Janney        | Victoria Angulo      | Irene Azuela           |
| Tina Nelson                      | Katy Mixon            | Ainhoa Martin        | Cassandra Ciangherotti |
| Walter Nelson Jr.                | Michael Beattie       | Rodri Martin         | José Luis Rivera       |
| Presentador del Canal            | Michael Beattie       | Rodri Martin         | Ricardo Tejedo         |
| Anunciador de la Villano-Con     | Michael Beattie       | Rafa Romero          | Oscar Uriel            |
| Reina Isabel II                  | Jennifer Saunders     | Pepa Castro          | Martha Debayle         |
| Profesor Flux                    | Steve Coogan          | Juan Rueda           | Héctor Lee             |
| Guardián de la corona            | Steve Coogan          | José Escobosa        | Édgar Vivar            |
| Dumo el sumo                     | Hiroyuki Sanada       | Juan Navarro Torelló | Carlos del Campo       |
| Reportero                        | Chris Diamantopoulos  | Desconocido          | Raúl Anaya             |
| Frankie Carapez                  | Dave Rosenbaum        | Desconocido          | José Antonio Macías    |
| Fabrice                          | Dave Rosenbaum        | Desconocido          | José Antonio Macías    |
| Gru joven                        | Steve Carell          | Florentino Fernández | Andrés Bustamante      |
| Doctor Nefario                   | Russell Brand         | Lorenzo Beteta       | Enrique Cervantes      |
| Edna                             | ¿?                    | Ana de Lima          | Magda Giner            |
| Mayordomo                        | Desconocido           | Desconocido          | Jesse Conde            |
| Encargado de talentos malévolos  | Desconocido           | Desconocido          | Germán Fabregat        |
| Encargada de talentos malévolos  | Desconocido           | Desconocido          | Yolanda Vidal          |
| Fan vestido de Scarlet Overkill  | Desconocido           | Desconocido          | Moisés Iván Mora       |
| Narrador                         | Geoffrey Rush         | Víctor Agramunt      | Mariano Osorio         |

## Producción y estreno

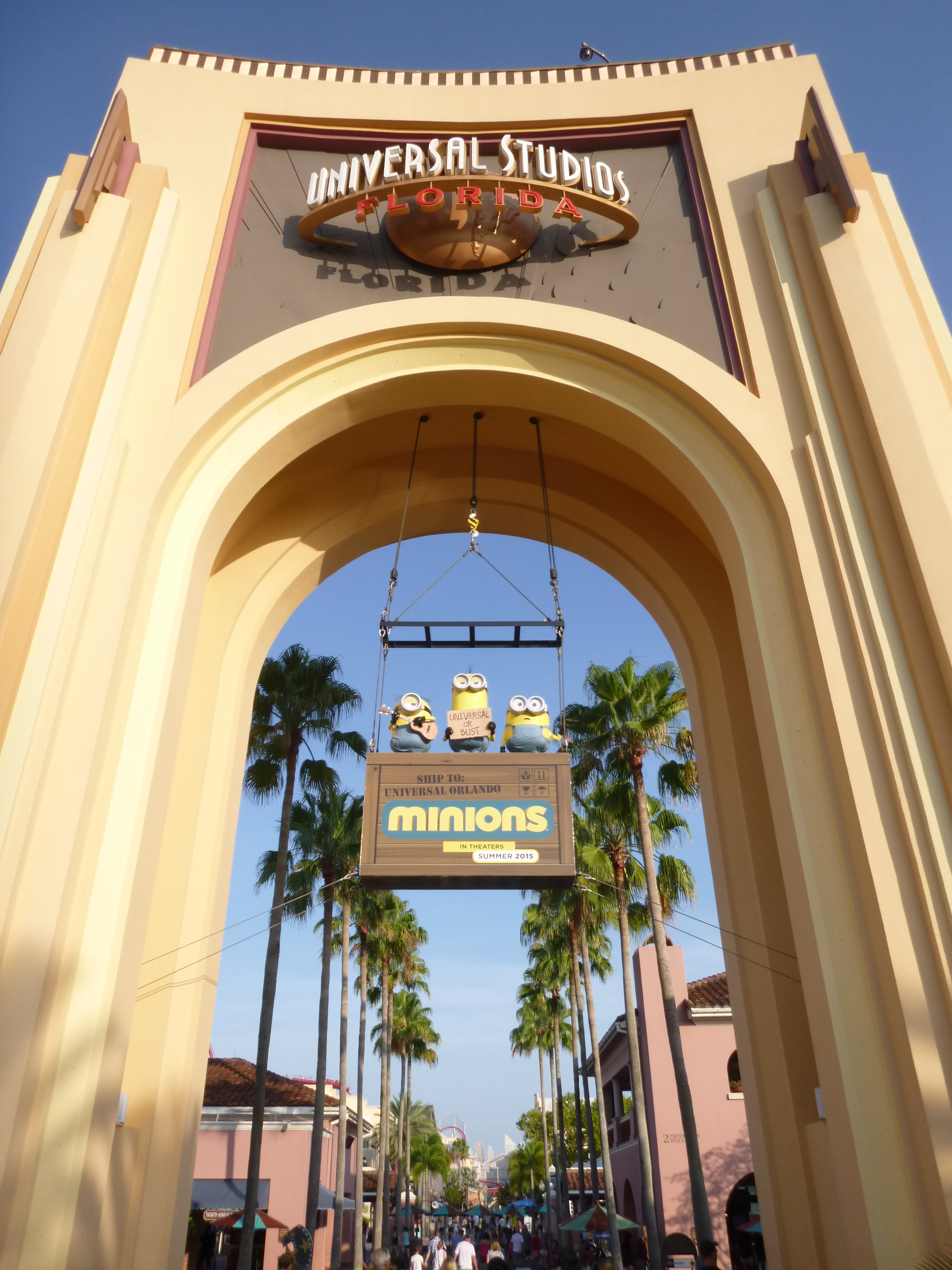
La fachada de Universal Studios promocionando la película Minions.

El 21 de agosto de 2012 se anunció que la película iba a ser estrenada el 19 de diciembre de 2014. Sin embargo, el 20 de septiembre de 2013 dicha fecha se retrasó hasta el 10 de julio de 2015. Las razones del cambio fueron satisfacer a Universal Studios con la edición de julio de Despicable Me 2, junto a la oportunidad de aprovechar al máximo los potenciales ingresos de un estreno en verano. En Argentina, el DVD de la película fue el más vendido durante el mes de agosto de 2016 en Musimundo.

## Recepción

### Taquilla
Minions logró grandes récords en taquilla, contando con un presupuesto de $74,000,000, la película logró recaudar en Estados Unidos un total de $115,718,405 en su primer fin de semana de estreno, que ha terminando por recaudar hasta  $336,045,770 en dicho país, mientras que en el resto del mundo recaudó hasta $823,352,627 logrando recaudar hasta $1,159,398,397 mundialmente. Con los récords en taquilla obtenidos, fue la película animada más taquillera de 2015 y la quinta película más taquillera de 2015, solo detrás de Star Wars: Episodio VII - El despertar de la Fuerza, Jurassic World, Furious 7 y Avengers: Age of Ultron.

### Crítica
Minions ha recibido críticas mixtas por parte de los críticos especializados como de la audiencia. En el portal de críticas "Rotten Tomatoes", la película obtiene una aprobación del 55% con un puntaje de 5.74/10 basada en 220 reseñas, mientras que por parte de la audiencia, obtuvo una aprobación del 49% con un puntaje de 3.29/5 basado en 136,786 votos. El consenso crítico califica que "La marca de colores brillantes de locura alimentada por galimatías de Minions se extiende a lo largo de su título homónimo de Despicable Me con resultados desiguales pero a menudo divertidos.
En portal de Metacritic, la película obtiene una puntuación de 56/100 indicando generalmente "reseñas mixtas o promedio".
Kyle Smith del periódico New York Post le dio 1.5 estrellas de 5 a la película mencionando que es como agarrar los segmentos de Scrat de las películas de La era de hielo y extenderlo a 90 minutos. Y cómo dice el título de su reseña "es como intentar formar una banda de rock con tres Ringos". Michael O'Sullivan de The Washington Post le dio a la película dos estrellas y media de cuatro, diciendo: "Yo también disfruté una vez de los Minions , en las pequeñas dosis en las que venían. Pero los Minions extra fuertes son, para bien o para mal, demasiado de algo bueno". Mark Kermode del periódico inglés The Guardian le dio cuatro estrellas de cinco a la película diciendo: "Es gloriosamente tonta pero aun así culta en cultura pop, llena de acción vertiginosamente frenética y galimatías verbales fabulosamente expresivas.
Me eché a reír en el momento en que escuché a los minions cantando el tema de Universal con sus tonos impregnados de helio, y me quedé muy emocionado durante los siguientes 90 minutos".
Chris Tilly del portal de noticias de películas y videojuegos IGN 
Le dio a la película 6.4 estrellas de 10 diciendo en su veredicto: Minions comienza fuerte pero rápidamente pierde fuerza; la película es hilarante cuando los personajes principales se quedan librados a su suerte, pero falla cuando el foco se desplaza a los coprotagonistas humanos menos interesantes. Soren Andersen David de The Seattle Times le dio dos estrellas de cinco la película Diciendo: "En el caso de “Minions”, las carcajadas son pocas. Hay mucho en la película que te hace sonreír y, de vez en cuando, aparece un momento que te hace rugir". Opinión que se ve reflejada en los primeros dos párrafos de su reseña que dice: "Dos palabras: Risas leves. Otras dos palabras: Necesita Gru." Keyes del sitio de reseñas Cinemaphile realizó una reseña negativa del filme diciendo: "Una idea es tan buena como su ejecución, y después de pasar tres sesiones con estos personajes, uno se queda con la especulación de que algunas ideas, tal vez, habrían sido mejores si se hubieran dejado como parte de un borrador en la página impresa".

## Premios

### Kid's Choice Awards
| Año  | Categoría         | Nominados                 | Resultado |
| ---- | ----------------- | ------------------------- | --------- |
| 2015 | Película Favorita | Michelin,Rochi y Mari <33 | Ganador   |

### Hollywood Music in Media Awards
| Año  | Categoría                                  | Nominado       | Resultado |
| ---- | ------------------------------------------ | -------------- | --------- |
| 2015 | Mejor banda sonora en una película animada | Heitor Pereira | Nominado  |

### Premios BAFTA
| Año  | Categoría          | Resultado |
| ---- | ------------------ | --------- |
| 2015 | Mejor film animado | Nominado  |

### Sindicato de Productores (PGA)
| Año  | Categoría                   | Resultado |
| ---- | --------------------------- | --------- |
| 2015 | Mejor película de animación | Nominada  |

### Premios Annie
| Año  | Categoría                                       | Resultado |
| ---- | ----------------------------------------------- | --------- |
| 2015 | Mejor storyboard                                | Nominada  |
| 2015 | Mejor diseño de personajes                      | Nominada  |
| 2015 | Mejor animación de personajes                   | Nominada  |
| 2015 | Mejor diseño de producción                      | Nominada  |
| 2015 | Mejor voz en película animada por Pierre Coffin | Nominado  |
| 2015 | Mejores efectos animados                        | Nominada  |

### People's Choice Awards
| Año  | Categoría                     | Receptor                   | Resultado |
| ---- | ----------------------------- | -------------------------- | --------- |
| 2016 | Película familiar favorita    | Minions                    | Ganadora  |
| 2016 | Mejor voz de película animada | Sandra Bullock por Scarlet | Nominada  |